# Téléphérique Hakone Komagatake
Le téléphérique Hakone Komagatake (箱根駒ヶ岳ロープウェー, Hakone Komagatake Rōpuwē), ou ligne téléphérique Komagatake (駒ヶ岳索道線, Komagatake Sakudō-sen), est un téléphérique à Hakone dans la préfecture de Kanagawa au Japon.
Géré par le réseau Izuhakone, il permet d'accéder au sommet du mont Komagatake depuis le lac Ashi.

## Galerie

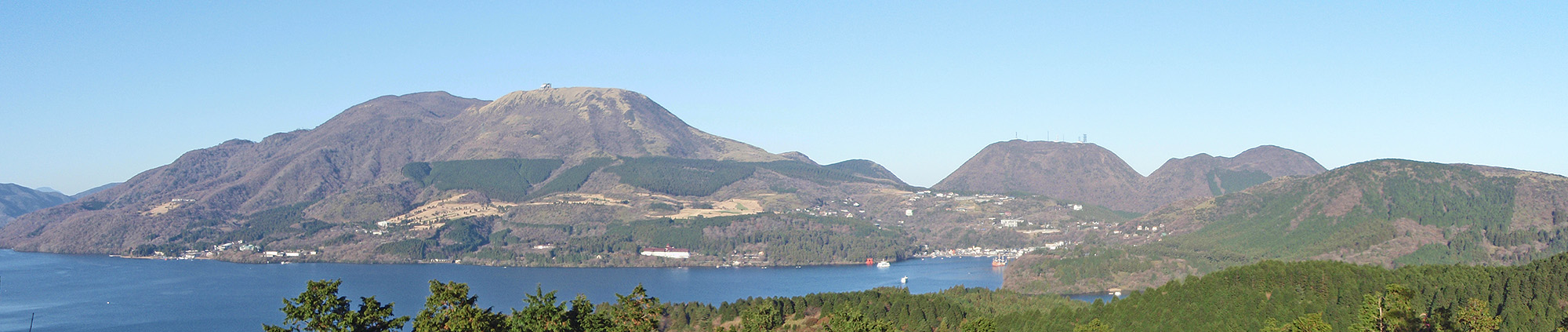
Vue d'ensemble du mont Komagatake et du lac Ashi
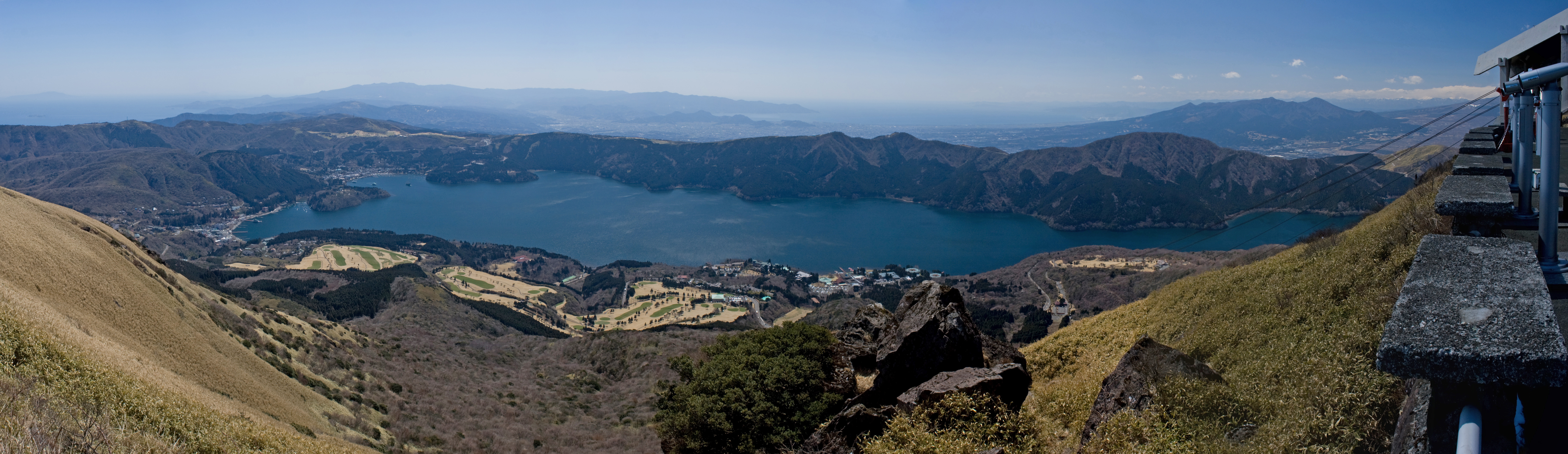
Vue du sommet
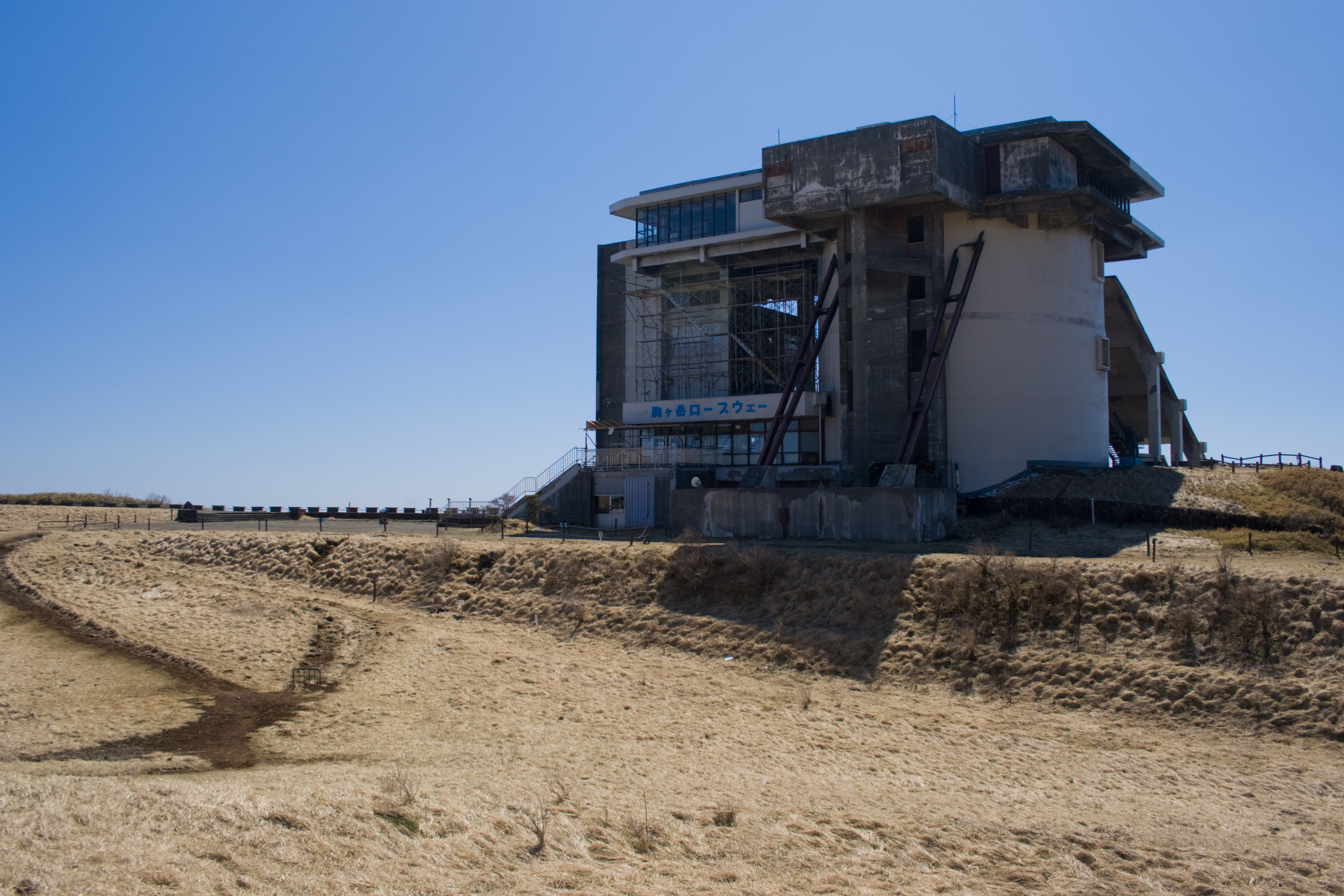
Station au sommet